# Atletismo nos Jogos Pan-Americanos de 1963 - 200 m feminino
A prova dos 200 m feminino nos Jogos Pan-Americanos de 1963 foi realizada em São Paulo, Brasil.

## Medalhistas
| Ouro                            | Prata                     | Bronze                   |
| Vivian Brown USA Estados Unidos | Miguelina Cobián CUB Cuba | Lorraine Dunn PAN Panamá |

## Resultados
| Posição           | Nome             | Nacionalidade      | Tempo | Notas |
| ----------------- | ---------------- | ------------------ | ----- | ----- |
| Medalha de ouro   | Vivian Brown     | USA Estados Unidos | 23.9  |       |
| Medalha de prata  | Miguelina Cobián | CUB Cuba           | 24.0  |       |
| Medalha de bronze | Lorraine Dunn    | PAN Panamá         | 24.7  |       |
| 4                 | Norma Harris     | USA Estados Unidos | 25.3  |       |
| 5                 | Fulgencia Romay  | CUB Cuba           | 25.4  |       |
| 6                 | Josefina Sobers  | PAN Panamá         | 26.0  |       |